# Éruptions historiques de Tenerife
Les Guanches, habitants autochtones de l'île de Tenerife, n'avaient pas de système d'écriture, et pour cette raison, la période historique de l'île commence officiellement avec la colonisation espagnole en 1496. À partir de cette date, toutes les éruptions sur l'île ont été enregistrées. Cependant, de nombreux voyageurs naviguent les eaux autour de l'île avant cette date, et certains ont rapporté avoir vu une éruption, souvent de la fumée. Cependant, ces rapports sont parfois douteux, pouvant facilement être une confusion avec un feu de forêt important ou des fumerolles. La datation des laves a permis de confirmer ou d'infirmer plusieurs de ces évènements potentiels. Cet article liste donc toutes les éruptions, supposées ou confirmées, ayant eu lieu sur l'île durant la période historique.

## Contexte géologique

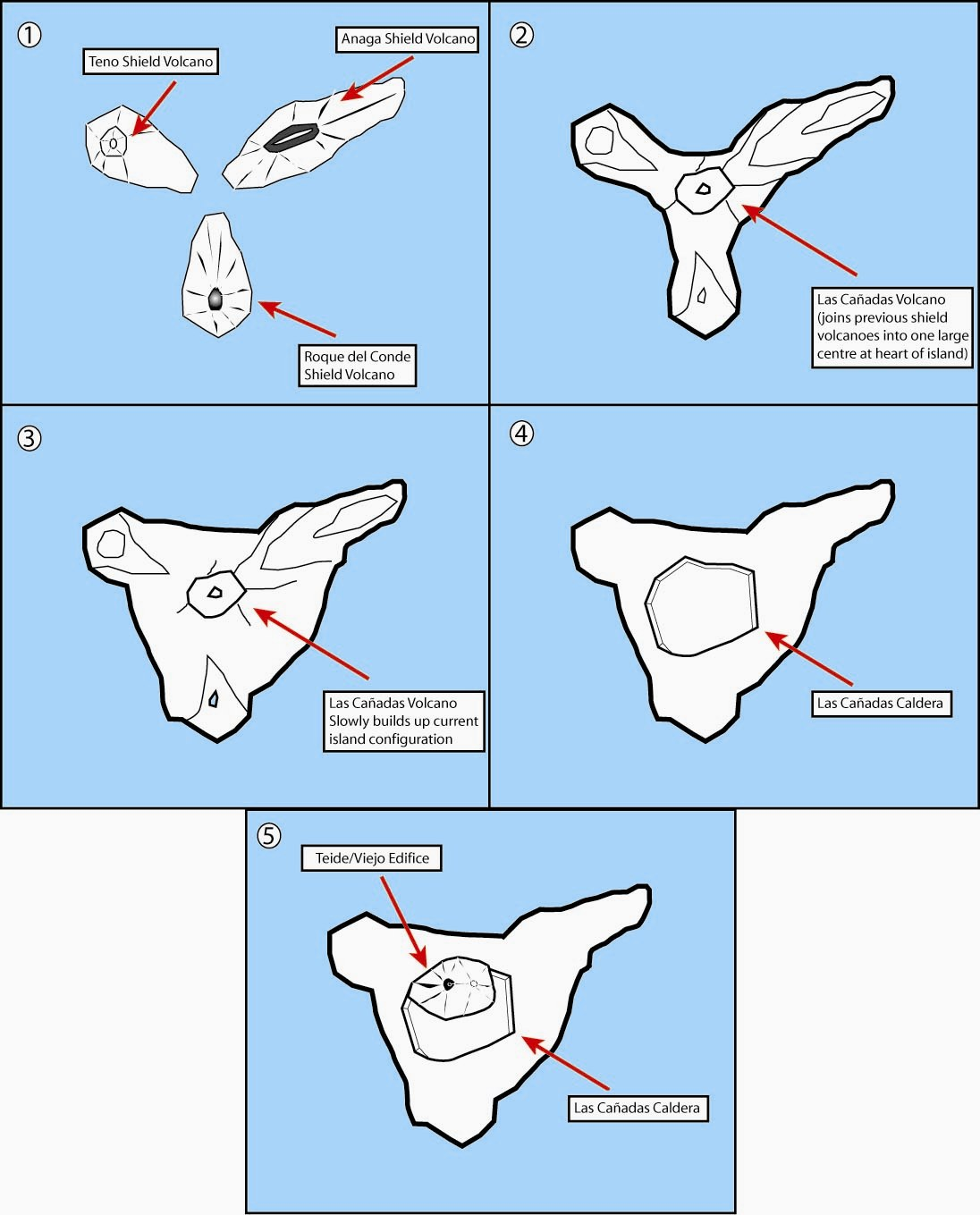
Étapes de la formation de Tenerife.

Tenerife fait partie de la province volcanique des Canaries, alimentée en magma par le point chaud des Canaries. L'île elle-même commence sa formation il y a un peu moins de 12 Ma. Trois volcans boucliers se forment, le premier au centre, encore visible vers le sud de l'île avec le massif des Roque del Conde, le deuxième au nord-ouest (massif de Teno) et le dernier au nord-est (massif d'Anaga). Il y a 3,5 Ma, le volcan central se réactive, formant le volcan puis la caldeira de las Cañadas et enfin le Teide. Toute l'activité volcanique depuis cette période est liée au complexe volcanique du Teide, qui est constitué du volcan central éponyme et de rifts (sud, nord-ouest et nord-est). Les laves du volcan central sont plus différenciées tandis que celles des rifts sont plutôt basaltiques. Cela rend les éruptions du volcan central plus explosives, et étant courante durant la période préhistorique, explique le nom que les Guanches donne au volcan, echeide signifiant enfer. Le rift nord-est semble avoir été plutôt actif il y a autour d'1 Ma et son activité est en déclin. En revanche, le rift nord-ouest est très actif, et le centre de la plupart des éruptions récentes de Tenerife.

## Liste des éruptions

### 1341 et 1393-1394
Deux éruptions auraient eu lieu, en 1341 et 1393-1394, rapportées par des marins de Biscaye qui ont écrit leurs journaux. Ces journaux ne sont toutefois pas considérés comme une référence fiable.
La première est indiquée dans le journal de Niccolò de Recco, ensuite retranscrit par Boccace, interprété par l'auteur Miguel Santiago en 1948 comme indiquant de la fumée émanant du pic (Teide). Cependant, la description originale semble plutôt décrire le « chapeau du Teide » (Toca del Teide), les nuages orographiques qui sont souvent présents au sommet du Teide.
La deuxième description, de 1393, décrit des flammes et de la fumée en altitude, dissuadant les marins d'accoster. Cette date ne correspond pas aux datations des laves et décrit donc probablement un autre phénomène qu'une éruption.

### La Orotava (1430)
Cette éruption n'est connue que par les références des Guanches, qui ont préservé la date de cet évènement dans leur tradition orale, rapportée par Alexander von Humboldt en 1799. Il aurait eu lieu dans la vallée de La Orotava, bien qu'il n'ait pas été localisé exactement,. Pendant longtemps, un alignement volcanique dans la vallée a été interprété comme le site de cette éruption, les montagnes de Las Arenas, la Horca, et Taoro, mais la datation de ces laves donne à la place un âge de plus de 30 000 ans. En revanche, 1430 correspond aux datations d'un important feu de forêt ayant eu lieu dans la vallée, et il est possible que la tradition orale guanche se réfère en réalité à cet évènement.

### Boca Cangrejo (1492)
Le 24 aout 1492, Christophe Colomb navigue entre l'île de La Gomera et Gran Canaria, toutes deux déjà sous contrôle espagnol à l'époque, lors de sa préparation pour le célèbre voyage qui le verra "découvrir" l'Amérique. En passant près de Tenerife, il rapporte dans son journal un grand feu à haute altitude dans la Sierra de Tenerife. Ce récit fut interprété comme l'existence d'une éruption du mont Teide. Cependant, les datations des roches près du sommet de Teide ne révèlent aucune éruption pouvant correspondre à ces dates. De plus, il est vraisemblable que le navigateur aurait utilisé le mot Pico (le pic) qui était le nom le plus courant du Teide à l'époque. À la place, les datations rapprochent le récit de Christophe Colomb d'une éruption à Boca Cangrejo, au niveau du rift nord-ouest. Cette éruption peut donc être considérée comme la première éruption historique confirmée sur l'île,.
Cette éruption a créé plusieurs cratères autour de l'évent principal, avec plusieurs coulées distinctes de laves de téphrite. Ces coulées se rejoignent finalement dans la vallée de Santiago del Teide et finissent à environ 600 m de la côte.

### Arafo - Fasnia - Siete Fuentes (1704-1705)

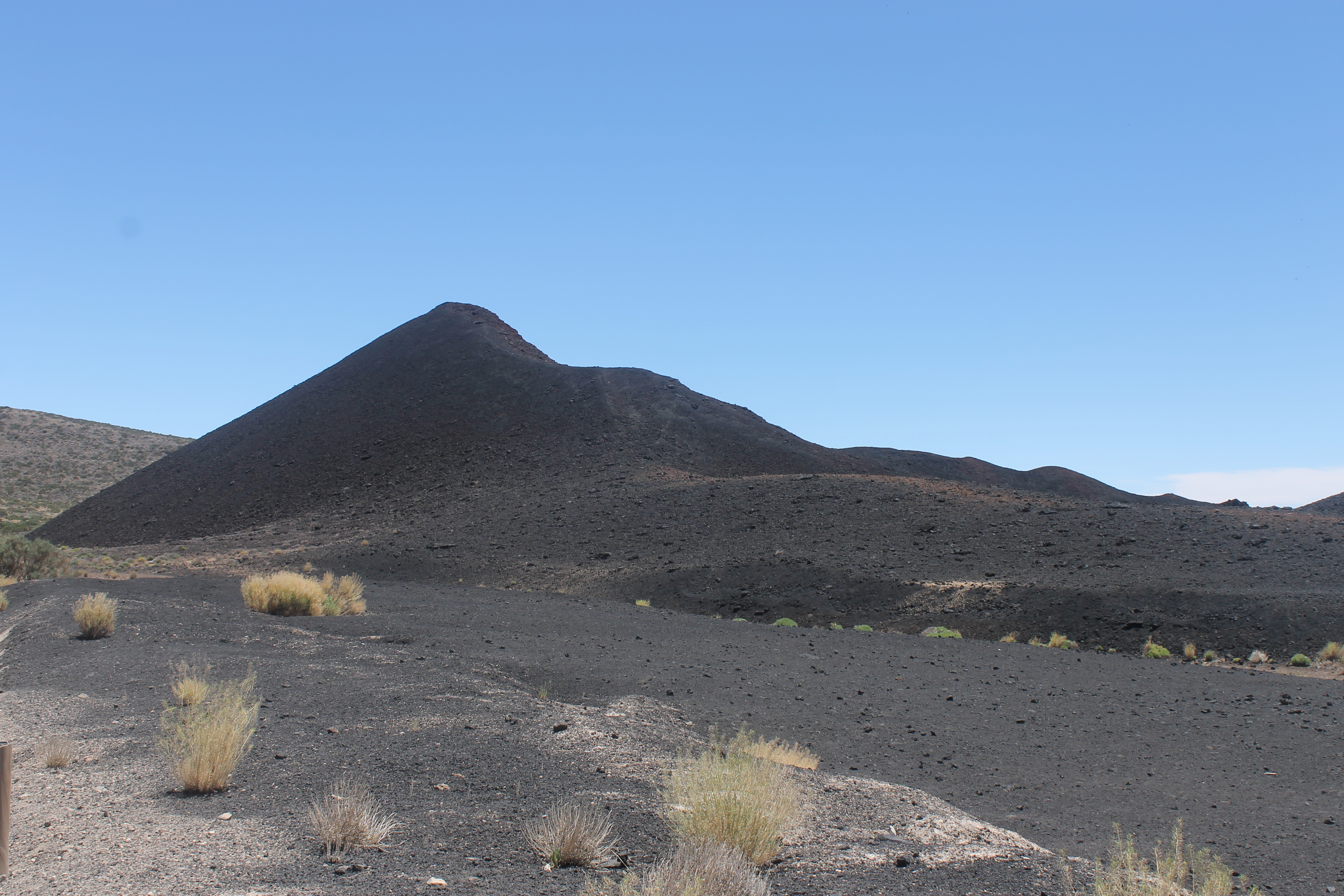
Volcan de Fasnia.

L'éruption de 1704-1705 a eu lieu sur le rift nord-est, par trois évents volcaniques distincts à Arafo/Las Arenas, Fasnia et Siete Fuentes. L'éruption est annoncée par une série de secousses la veille de Noël 1704, qui continuent pendant plusieurs jours, culminant le 27 et 28 décembre. Toute la zone autour du rift nord-est est affectée, avec des mentions de hautes vagues et de bâtiments effondrés à La Orotava, Los Realejos, Güímar et Candelaria. L'intensité aurait probablement atteint VII ou VIII sur l'échelle de Mercalli. L'intensité de ces séismes est probablement due au fait que la zone nord-est n'avait pas été active depuis environ 30 000 ans, rendant l'arrivée du magma difficile.
Siete Fuentes est le premier volcan à entrer en éruption, la veille de Noël, formant un petit cône de scories et une petite coulée d'1 km de long. Le 6 janvier suivant, le volcan de Fasnia s'active à son tour, à 2 km de là, formant deux cônes et plusieurs coulées dont une de 5 km de long dans la vallée du Barranco de Fasnia. L'éruption dure 8 jours. Enfin, le 2 février suivant, la dernière éruption a lieu à 1 500 m d'altitude près de la vallée de Güímar, produisant le volcan d'Arafo, un cône de 100 m de haut. La coulée de lave se sépare en deux branches, une s'arrêtant aux portes de Güímar et l'autre passant à proximité d'Arafo et s'arrêtant à 1 km de la côte le 27 mars.

### Trevejo ou Garachico (1706)
Les séismes de l'éruption de 1704-1705 persistèrent jusqu'en 1706, et le 5 mai 1706, une nouvelle éruption commence, cette fois-ci sur le rift nord-ouest, à 6 km de la ville de Garachico. Du fait de l'activité sismique continue depuis l'année précédente, il était impossible pour les habitants de se préparer à une éruption, et celle-ci prit donc toute l'île par surprise. L'éruption a lieu depuis une série d'évents, correspondant à une fissure éruptive de 500 m de long, produisant de la lave ʻaʻā. Quelques heures à peine après le début de l'éruption, les laves atteignent les falaises qui encerclent la ville et tombent en plusieurs branches, dont plusieurs au-dessus du port de la ville qu'elles remplissent partiellement. À cette époque, le port de Garachico est le plus important de l'île, et donc si cette éruption inflige finalement des dégâts modérés sur la ville et aucune perte humaine, elle interrompt complètement le commerce de l'île et est par conséquent celle qui a eu le plus grand impact économique et social sur l'île de Tenerife. Cette première phase de l'éruption dure 8 jours, mais le 12 mai, une nouvelle coulée détruit le centre-ville de Garachico. Plus tard, une troisième coulée se développe, mais s'arrête avant d'arriver sur la ville. Au total, l'éruption dure environ une quarantaine de jours et produit un cône volcanique de 115 m de haut appelé Montaña Negra.

### Chahorra (1798)

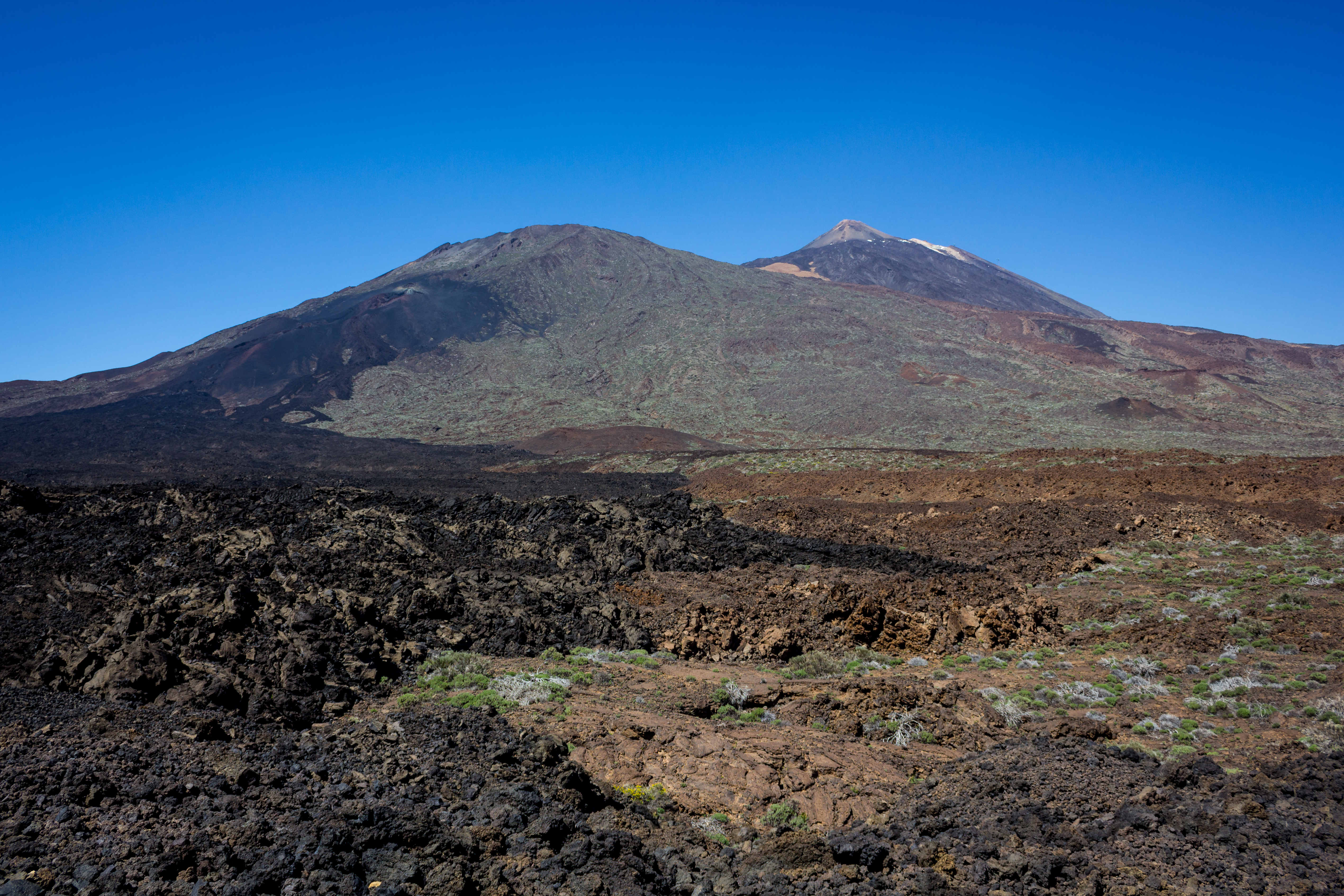
Le Pico Viejo avec le Teide à l'arrière-plan. On distingue bien vers la droite les laves plus sombres de l'éruption de 1798.

L'île était secouée de séismes depuis 1795, et finalement, l'éruption se déclenche le 9 juin 1798 sur les flancs du Pico Viejo. Les évents se forment le long d'une fracture radiale de 1,2 km de long. Bien que située sur le Pico Viejo, l'éruption est probablement liée à l'activité du rift nord-ouest, et ceci se traduit par des laves intermédiaires (téphri-phonolites), du fait du mélange des laves mafiques du rift avec les magma phonolitiques du volcan central. L'éruption elle-même combine les différents caractères éruptifs de ces deux types de lave, avec sur les évents les plus hauts une éruption strombolienne avec dégazage important, tandis que les évents intermédiaires émettent les coulées de lave et éjectas, et les évents les plus bas uniquement la lave. Ce type d'éruption est en fait assez fréquent dans les îles Canaries lorsque les évents sont situés sur une forte pente. Il est possible que l'éruption ait eu un caractère phréato-magmatique localement, et les cendres de l'éruption ont recouvert l'ensemble de l'île et même atteint les îles voisines. L'éruption est longue, s'achevant durant le mois de septembre, après 3 mois de 6 jours selon  Alexander von Humboldt, ce qui en fait la plus longue des éruptions historiques de Tenerife, et la deuxième plus longue de toutes les îles Canaries après celle de Timanfaya sur l'île Lanzarote entre 1730 et 1736. Les laves se retrouvent confinées dans la caldeira de las Cañadas, couvrant une superficie de 4,9 km2 et peuvent atteindre une épaisseur importante, parfois jusqu'à 15 à 20 m. L'éruption est à l'origine des Narices del Teide (« narines du Teide ») sur le flanc ouest de Pico Viejo.

### Chinyero (1909)

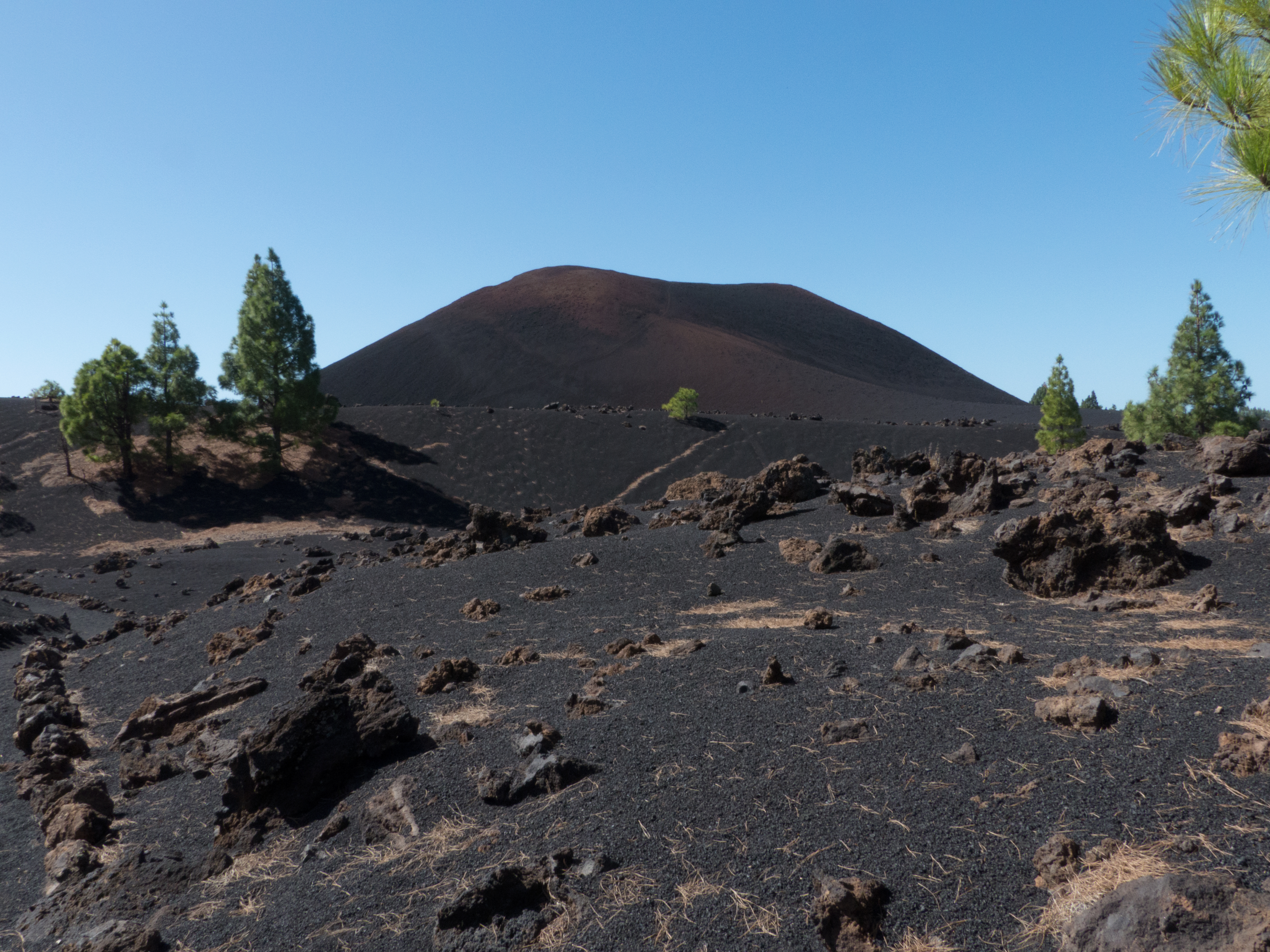
Le cône de scories de Chinyero.

L'activité sismique annonçant l'éruption commence en mars 1908, avec plusieurs occurrences particulièrement intenses, jusqu'à VII sur l'échelle de Mercalli, principalement ressentis dans la partie nord de l'île. L'éruption commence dans l'après-midi du 18 novembre 1909 à 1 490 m d'altitude, à nouveau sur le rift nord-ouest. 5 évents se forment, finissant par se combiner dans un cône de scories de 80 m de haut. Les laves se retrouvent divisées par des anciens cônes, avec une partie coulant vers le nord et une autre vers l'ouest. La coulée nord s'arrête rapidement, après avoir parcouru seulement 1,7 km, mais la coulée ouest continue sur plus de 3 km et termine sa course en encerclant la Montaña Bilma. Finalement, l'éruption dure 10 jours et la coulée couvre environ 2,7 km2 soit un volume de lave de 11 millions de m3. Étant située à l'écart des zones peuplées, elle ne cause presque aucun dégât à l'exception de feux de forêt restreints, et est plutôt considérée comme un spectacle pour la population. L'éruption apparaissait largement dans les bulletins d'information, avec les premières photographies d'une éruption dans les îles Canaries, et des excursions étaient organisées depuis Santa Cruz, avec bateau jusqu'à Garachico, et de là jusqu'au site de l'éruption où les visiteurs pouvaient observer l'avancée de la lave.